# بني وكيل (لولجة)
بني وكيل هي إحدى مشيخات المملكة المغربية، تتبع جغرافيا لإقليم تاونات وإداريًا للولجة. يقدر عدد سكانها بـ 16334 نسمة حسب الإحصاء الرسمي للسكان والسكنى لسنة 2004.